# Hospital Universitario Puerta de Hierro
El Hospital Universitario Puerta de Hierro de Majadahonda es un centro hospitalario de titularidad pública, situado en la calle Manuel de Falla 1, de Majadahonda. Está administrado por el Servicio Madrileño de Salud, dependiente de la Consejería de Sanidad y es el hospital de referencia de atención especializada del 'Área 6 de Salud' de la Comunidad de Madrid. 
Es uno de los cuatro hospitales docentes de la Facultad de Medicina de la Universidad Autónoma de Madrid. 

## Historia
El Hospital Puerta de Hierro situado en la calle San Martín de Porres en la ciudad de Madrid se inauguró en 1964. José María Segovia de Arana y Diego Figuera Aymerich  fueron sus impulsores iniciales. En 2008 se cerró este edificio y se trasladó toda su actividad al nuevo situado en la localidad de Majadahonda al noroeste de la Comunidad de Madrid.
El Ayuntamiento de Majadahonda cedió 180 000 m² a la Comunidad de Madrid para la construcción del nuevo hospital, que proporciona asistencia sanitaria a una población de 550.000 habitantes del noroeste de la Comunidad. El centro supuso una inversión de 182 828 000 € y es el octavo de los hospitales que inauguró la Comunidad en 2008.
En la segunda quincena de marzo de 2010, el Hospital recogió la primera donación de sangre de cordón umbilical procedente de un parto de una donante madrileña de 37 años. La sangre se analizó, procesó y almacenó mediante criopreservación en el Banco de Cordón de Madrid, situado en el Centro de Transfusión de la Comunidad.

## Características
El hospital, cuenta con 613 camas de hospitalización, todas en habitaciones individuales, 22 quirófanos –uno de ellos robotizado-, 13 salas de parto y 24 puestos de neonatología. Tiene una superficie construida de 165.000 m² y 3.000 plazas de aparcamiento (el 80% de pago), y 11 plazas de aparcamiento para personas con discapacidad (una plaza adaptada por cada 55 camas) que además son "multiusos", ya que permiten que las furgonetas de reparto puedan aparcar cómodamente. Dispone también de un helipuerto en el mismo recinto para atención urgente helitransportada.
El edificio tiene cuatro plantas en superficie y una bajo superficie, y está estructurada en grandes bloques con un pasillo central, donde están ubicadas las unidades administrativas de los servicios. Su diseño es modular y tiene una disposición horizontal, moderna y funcional, rodeada de zonas verdes y viales para los usuarios. 

## Servicios
El nuevo Puerta de Hierro contará entre sus nuevos servicios con un área de pediatría, obstetricia hospitalaria, oncología médica, angiología, cirugía vascular periférica, interconsulta de geriatría y hospitalización de cuidados paliativos y Farmacología clínica.
Junto a ello, el centro dispone de tecnología de última generación en medicina nuclear, radiodiagnóstico y radioterapia. Además, los médicos contarán con historiales clínicos informatizados para agilizar las consultas.

## Localización
El hospital está cerca de la carretera de La Coruña (A-6) y las carreteras de circunvalación de Madrid (M-40 y M-50), además de contar con una red integral de transporte público.

### Acceso a los edificios del hospital
- Acceso principal: calle Joaquín Rodrigo (área sur del edificio)
- Urgencias: calle Manuel de Falla (área norte del edificio)
- Consultas: accesos por el área norte y el área sur del edificio de Consultas
- Admisión y Hospitalización: accesos por área norte (edificio de consultas) y área sur (por edificio de Consultas)

### Medios de transporte
El hospital está conectado con los principales núcleos de población mediante la prolongación de las líneas de autobús existentes y la creación de otras nuevas:   
- Colmenarejo y Galapagar: 633
- Majadahonda: L1 y L2
- Pozuelo de Alarcón: 650B y 650A
- Las Rozas de Madrid y Villanueva de la Cañada: 626
- Collado Villalba, Guadarrama, Torrelodones: 685
- San Lorenzo de El Escorial: 667
- Villaviciosa: 567
- Boadilla del Monte: 565, 567
- Las Matas: 620